# Rolf Rüsseler
Rolf Rüsseler (* 16. Juli 1956) ist ein deutscher Badmintonspieler. 

## Karriere
Ohne je einen Nachwuchstitel oder einen Titel bei den Erwachsenen gewonnen zu haben, avancierte Rolf Rüsseler in der ersten Hälfte der 1980er Jahre zu einem der bedeutendsten deutschen Badmintonspieler jener Zeit. 1983 konnte er sich sogar für die Weltmeisterschaft qualifizieren, schied dort jedoch in der Vorrunde aus. 1984 und 1985 gewann er die Swiss Open im Herrendoppel mit Volker Eiber. Auch im neuen Jahrtausend ist Rüsseler noch bei Deutsche Seniorenmeisterschaften aktiv und erfolgreich.

## Sportliche Erfolge
| Saison    | Veranstaltung                      | Disziplin    | Platz | Name                                                                        |
| --------- | ---------------------------------- | ------------ | ----- | --------------------------------------------------------------------------- |
| 1979/1980 | Süddeutsche Einzelmeisterschaft    | Herreneinzel | 1     | Rolf Rüsseler (SVS Nürnberg)                                                |
| 1981/1982 | Deutsche Einzelmeisterschaft       | Herreneinzel | 3     | Rolf Rüsseler (Fortuna Regensburg)                                          |
| 1982/1983 | Deutsche Einzelmeisterschaft       | Herreneinzel | 3     | Rolf Rüsseler (Fortuna Regensburg)                                          |
| 1982/1983 | Deutsche Hochschulmeisterschaften  | Mixed        | 1     | Rolf Rüsseler / Karin Hökel (Uni Karlsruhe)                                 |
| 1982/1983 | Süddeutsche Einzelmeisterschaft    | Herreneinzel | 1     | Rolf Rüsseler (SV Fortuna Regensburg)                                       |
| 1983/1984 | Deutsche Hochschulmeisterschaften  | Mixed        | 1     | Rolf Rüsseler / Karin Hökel (Uni Karlsruhe)                                 |
| 1984      | Swiss Open                         | Herrendoppel | 1     | Rolf Rüsseler / Volker Eiber                                                |
| 1985      | Swiss Open                         | Herrendoppel | 1     | Rolf Rüsseler / Volker Eiber                                                |
| 1991/1992 | Deutsche Einzelmeisterschaft O32   | Herreneinzel | 1     | Rolf Rüsseler (VfL Sindelfingen)                                            |
| 1992/1993 | Bayerische Einzelmeisterschaft O32 | Herreneinzel | 1     | Rolf Rüsseler (SG Siemens Erlangen)                                         |
| 1992/1993 | Bayerische Einzelmeisterschaft O32 | Herrendoppel | 1     | Rolf Rüsseler / Trevor Stewart (SG Siemens Erlangen / TSV Neubiberg)        |
| 2001/2002 | Deutsche Einzelmeisterschaft O45   | Herreneinzel | 3     | Rolf Rüsseler (SG Siemens Erlangen)                                         |
| 2001/2002 | Deutsche Einzelmeisterschaft O45   | Herrendoppel | 3     | Dieter Frick / Rolf Rüsseler (Fortuna Regensburg / SG Siemens Erlangen)     |
| 2002/2003 | Deutsche Einzelmeisterschaft O45   | Herrendoppel | 2     | Dieter Frick / Rolf Rüsseler (SG Post/Süd Regensburg / SG Siemens Erlangen) |
| 2006/2007 | Deutsche Einzelmeisterschaft O50   | Herrendoppel | 1     | Dieter Frick / Rolf Rüsseler (SG Post/Süd Regensburg / SG Siemens Erlangen) |
| 2007      | Bayerische Einzelmeisterschaft O50 | Herrendoppel | 1     | Dieter Frick / Rolf Rüsseler (SG Post/Süd Regensburg / SG Siemens Erlangen) |
| 2007      | Bayerische Einzelmeisterschaft O50 | Herreneinzel | 1     | Rolf Rüsseler (SG Siemens Erlangen)                                         |
| 2007/2008 | Deutsche Einzelmeisterschaft O50   | Herrendoppel | 1     | Dieter Frick / Rolf Rüsseler (SG Post/Süd Regensburg / SG Siemens Erlangen) |
| 2008/2009 | Deutsche Einzelmeisterschaft O50   | Herrendoppel | 2     | Dieter Frick / Rolf Rüsseler (SG Post/Süd Regensburg / SG Siemens Erlangen) |
| 2009/2010 | Deutsche Einzelmeisterschaft O50   | Herrendoppel | 3     | Dieter Frick / Rolf Rüsseler (SG Post/Süd Regensburg / SG Siemens Erlangen) |
| 2009/2010 | Deutsche Einzelmeisterschaft O50   | Mixed        | 2     | Rolf Rüsseler / Petra Dieris-Wierichs                                       |

## Referenzen
Martin Knupp: Deutscher Badminton Almanach, Eigenverlag/Deutscher Badminton-Verband (2003), 230 Seiten
| Personendaten    | Personendaten              |
| ---------------- | -------------------------- |
| NAME             | Rüsseler, Rolf             |
| KURZBESCHREIBUNG | deutscher Badmintonspieler |
| GEBURTSDATUM     | 16. Juli 1956              |